# فریدون استکی
فریدون استکی (متولد ۱۳۳۳ در شهرکرد) سیاستمدار ایرانی و نماینده دوره های اول و دوم مجلس شورای اسلامی است. او برادر مجتبی و رحمان استکی است.
استکی در انتخابات میاندوره‌ای سال ۱۳۶۱ به عنوان نماینده مردم شهرکرد به مجلس راه یافت تا کرسی خالی برادرش مجتبی را که در اول دی ۱۳۶۰ در مشهد توسط سازمان مجاهدین خلق ترور شده بود را پر کند.
او در دوره دوم نیز نماینده همین حوزه انتخابیه بود.

## آرا
تعداد آراء کسب شده توسط وی ۷۵٬۶۷۴ بود که ۶۱٫۹۰ درصد کل آراء ماخوذه است.